# Еленія паранайська
Еле́нія паранайська (Elaenia sordida) — вид горобцеподібних птахів родини тиранових (Tyrannidae). Мешкає в Південній Америці. Раніше вважалася конспецифічною з темною еленією.

## Опис
Довжина птаха становить 16 см. Верхняч частина тіла темно-оливкова. Горло, груди і боки темно-сірі з оливковим відтінком. На крилах дві світлі смужки.

## Поширення і екологія
Паранайські еленії поширені на південному сході і півдні Бразилії, на сході Парагваю, на крайній півночі Уругваю та на північному сході Аргентини в провінціях в провінціях Місьйонес і Коррієнтес. Вони живуть в рівнинних і гірських вологих тропічних лісах та в чагарникових заростях. Зустрічаються на висоті до 2000 м над рівнем моря.